# Betrayed (1954)

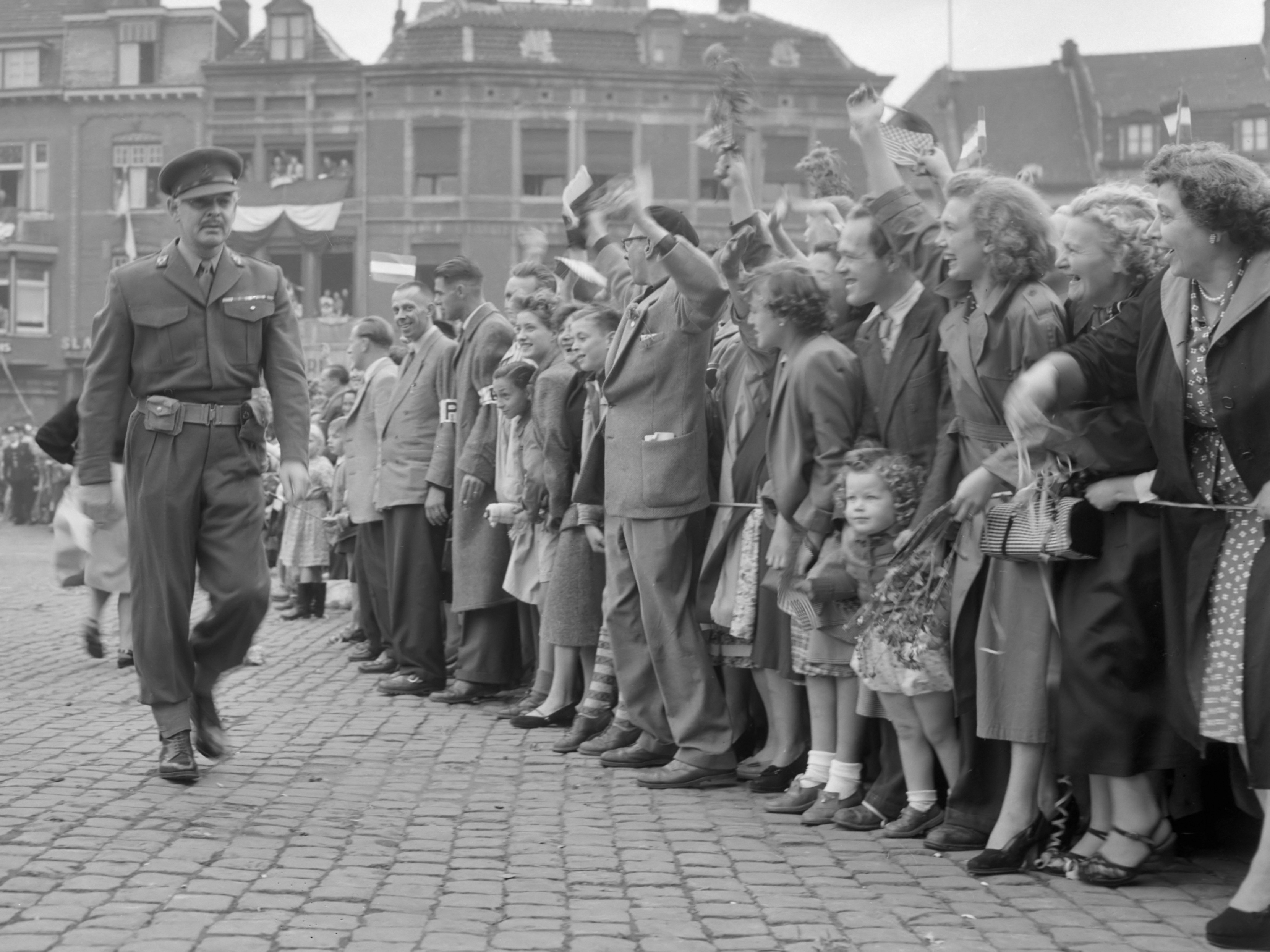
Filmopnames voor Betrayed in Maastricht. Clark Gable loopt langs het publiek (1953)

Betrayed is een Amerikaanse film uit 1954 die zich afspeelt in Nederland. De productiemaatschappij was Metro-Goldwyn-Mayer en de regisseur Gottfried Reinhardt. De film werd gespeeld door verschillende bekende acteurs zoals Clark Gable, Lana Turner, Victor Mature en Wilfrid Hyde-White.
De film speelt tijdens de Tweede Wereldoorlog onder het Nederlandse verzet. Pieter Deventer, een goede vaderlander, moet de van spionage verdachte Carla van Oven in de gaten houden. Zij ontmoeten de flamboyante verzetsman 'De Sjaal'. Een van hen is een verrader.
De film is deels opgenomen op Vliegveld Ypenburg in Rijswijk,in Diergaarde Blijdorp in Rotterdam, hotel De Kroon in Sittard en het stadhuis van Maastricht. De recensies waren niet erg positief. Dit was de laatste film die Clark Gable maakte bij MGM.

## Rolverdeling
| Acteur             | Personage                        |
| ------------------ | -------------------------------- |
| Clark Gable        | Kolonel Pieter Deventer          |
| Lana Turner        | Carla Van Oven/Miss Fran Sailors |
| Victor Mature      | "The Scarf"                      |
| Louis Calhern      | Generaal Ten Eyck                |
| O.E. Hasse         | Kolonel Helmuth Dietrich         |
| Wilfrid Hyde-White | Generaal Charles Larraby         |
| Ian Carmichael     | Kapitein Jackie Lawson           |
| Niall MacGinnis    | Blackie                          |
| Anton Diffring     | Kapitein von Stanger             |